# Gorno Orizari (Bitola)
Gorno Orizari (macedónul: Горно Оризари) település Észak-Macedóniában, a Pelagonijai körzet Bitolai járásában.

## Népesség
| Lakosok száma | 414  | 449  | 531  | 990  | 2066 | 2090 | 1992 | 2454 | 2521 |
|               | 1948 | 1953 | 1961 | 1971 | 1981 | 1991 | 1994 | 2002 | 2021 |

2002-ben 2 454 lakos volt, melyből 2 441 macedón, 13 cigány, 3 szerb, 1 vlach, 6 egyéb.